# Бёррис, Тони Кеннет
Тони Кеннет Бёррис (30 мая 1929 – 9 октября 1951) – солдат армии США, участник Корейской войны. За свои действия в бою 8-9 октября 1951 года посмертно удостоился медали Почёта. Похоронен на кладбище Бланчард, г. Бланчард, штат Оклахома. Координаты его могилы: GPS (lat/lon): 35.1591, -97.65226.

## Наградная запись
Ранг и часть: сержант первого класса армии США роты L, 38-го пехотного полка, второй пехотной дивизии.
Место и дата: близ Миндун-ни, Корея 8 и 9 октября 1951 года.
Поступил на службу: Бланчард, Окла[хома]. Родился: Бланчард, Окла[хома]. G.O. No.: 84, 5 сентября 1952 года.

Сержант первого класса Бёррис из роты L отличился благодаря видной храбрости и выдающемуся мужеству выполняя свой долг и превысив пределы долга. 8 октября, когда его рота попала под плотный огонь окопавшегося неприятеля сержант первого класса Бёррис в одиночку бросился вперёд, бросая гранаты и уничтожив приблизительно 15 врагов. На следующий день возглавив наступление на вражеские позиции на соседнем хребте  он был ранен огнём из пулемёта, но продолжил наступать, достиг гребня хребта впереди своей части и получил второе ранение. Наводя 57-мм безоткатное орудие он намеренно вышел на открытое место и выявил вражескую позицию. Вражеское пулемётное гнездо было уничтожено. Затем рота выдвинулась вперёд и приготовилась штурмовать другую позицию по линии хребта. Сержант первого класса Бёррис отказался от эвакуации и позволил оказать себе только первую помощь. Он присоединился к своей части во время нового наступления, однако наступление было остановлено огнём с вражеской позиции. Сержант первого класса Бёррис поднялся на ноги, бросился вперёд и уничтожил вражескую огневую позицию (тяжёлый пулемёт и расчёт из шести человек). Он двинулся к следующей огневой позиции и бросил свою последнюю гранату, уничтожив вражеское укрепление, ноу пал смертельно раненый вражеским огнём. Вдохновлённые его совершенным мужеством его товарищи возобновили наступление, захватили вражеские позиции и зачистили высоту 605 – стратегическую позицию в ходе сражения за Хрустальный хребет. Благодаря своему неукротимому боевому духу, выдающемуся героизму и величавому самопожертвованию сержант первого класса Бёррис принёс высочайшую славу себе, пехоте и армии США.
Оригинальный текст (англ.)
Sfc. Burris, a member of Company L, distinguished himself by conspicuous gallantry and outstanding courage above and beyond the call of duty. On 8 October, when his company encountered intense fire from an entrenched hostile force, Sfc. Burris charged forward alone, throwing grenades into the position and destroying approximately 15 of the enemy. On the following day, spearheading a renewed assault on enemy positions on the next ridge, he was wounded by machine gun fire but continued the assault, reaching the crest of the ridge ahead of his unit and sustaining a second wound. Calling for a 57mm. recoilless rifle team, he deliberately exposed himself to draw hostile fire and reveal the enemy position. The enemy machine gun emplacement was destroyed. The company then moved forward and prepared to assault other positions on the ridge line. Sfc. Burris, refusing evacuation and submitting only to emergency treatment, joined the unit in its renewed attack but fire from hostile emplacement halted the advance. Sfc. Burris rose to his feet, charged forward and destroyed the first emplacement with its heavy machine gun and crew of 6 men. Moving out to the next emplacement, and throwing his last grenade which destroyed this position, he fell mortally wounded by enemy fire. Inspired by his consummate gallantry, his comrades renewed a spirited assault which overran enemy positions and secured Hill 605, a strategic position in the battle for "Heartbreak Ridge", Sfc. Burris' indomitable fighting spirit, outstanding heroism, and gallant self-sacrifice reflect the highest glory upon himself, the infantry and the U.S. Army.— 

## Награды
- Медаль Почёта
- Медаль Пурпурное сердце